# Sainte-Rose (Betz)
Die Sainte-Rose ist ein Fluss in Frankreich, der im Département Loiret in der Region Centre-Val de Loire verläuft. Sie entspringt nördlich von Ervauville, entwässert generell in nordwestlicher Richtung durch die Landschaft Gâtinais und mündet nach rund 13 Kilometern im Gemeindegebiet von Chevannes als linker Nebenfluss in einen Seitenarm des Betz.

## Orte am Fluss
- Ervauville
- Hameau de la Roche, Gemeinde Mérinville
- Rozoy-le-Vieil
- Pers-en-Gâtinais
- Chevannes